# Kotselvaara

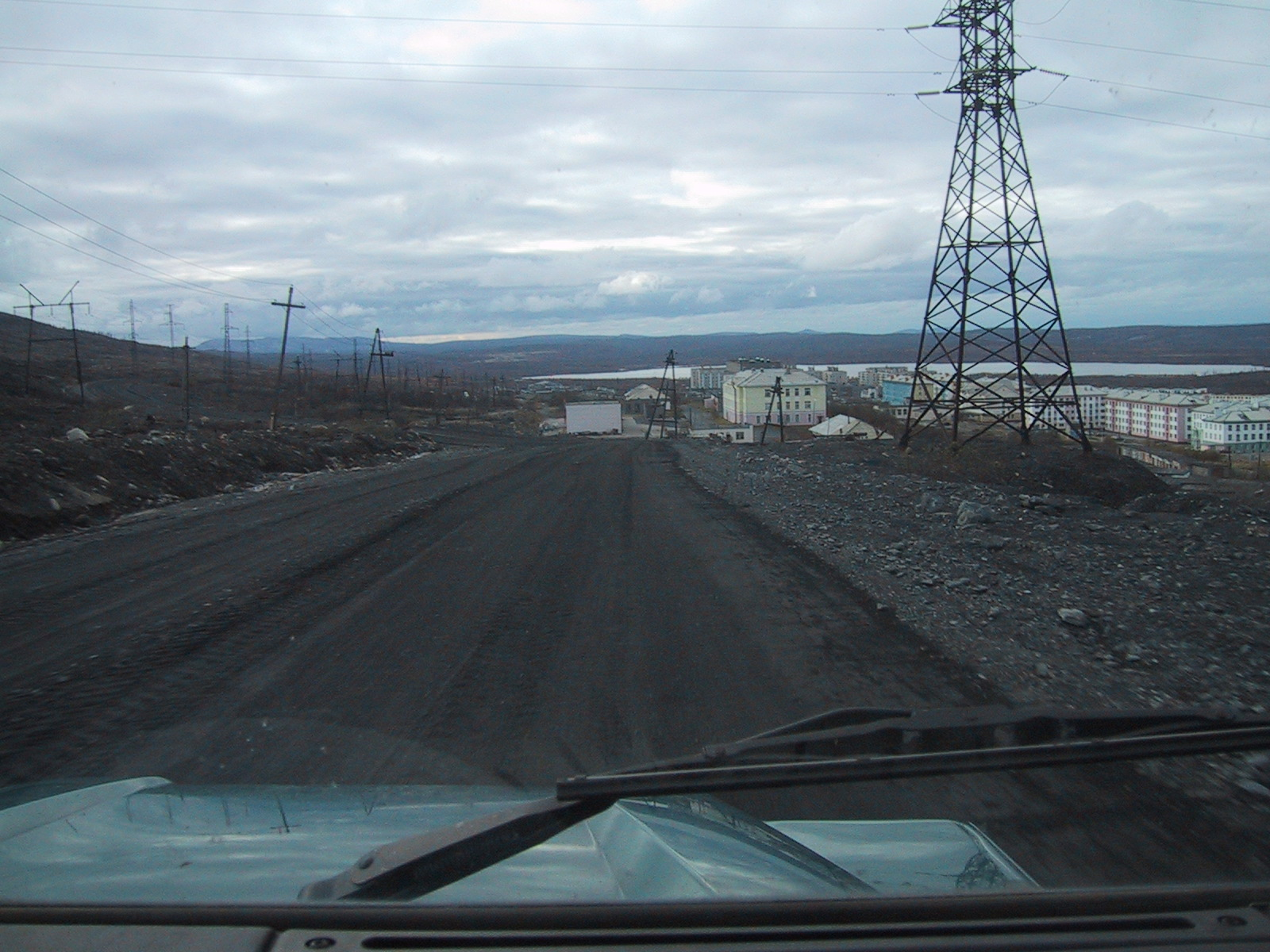
Nikel es un pueblo que se sitúa sobre dicho yacimiento, a la que es explotado por minas.

Kotselvaara es uno de los yacimientos volcánicos de los yacimientos de Pechenga. Está en el óblast de Múrmansk, en Rusia, muy cerca de la frontera con Finlandia. Está compuesto de intrusiones ígneas; explotados por varias minas. 